# Mutriku
Mutriku é um município da Espanha na província de Guipúscoa, comunidade autónoma do País Basco, de área 27,69 km² com população de 4 913 habitantes (2007) e densidade populacional de 172,55 hab/km².
É o último município da costa ocidental de Guipúscoa, com as suas ruas estreitas que terminam no porto, a praia de Saturrarán. Possui um ambiente marinho e um bom número de edifícios abastados, como o templo da Asunción, vários palácios barrocos e a torre medieval de Berriatúa.

## Demografia
| Variação demográfica do município entre 1991 e 2004 | Variação demográfica do município entre 1991 e 2004 | Variação demográfica do município entre 1991 e 2004 | Variação demográfica do município entre 1991 e 2004 |
| --------------------------------------------------- | --------------------------------------------------- | --------------------------------------------------- | --------------------------------------------------- |
| 1991                                                | 1996                                                | 2001                                                | 2004                                                |
| 4578                                                | 4774                                                | 4775                                                | 4752                                                |